# Ричард Кахуи
Ричард Кахуи (енгл. Richard Kahui; 9. јун 1985) професионални је новозеландски рагбиста, који тренутно игра за Тошиба Брејв Лупус у јапанској лиги. У ИТМ Купу играо је за Ваикато (35 утакмица, 75 поена). Био је најбољи стрелац ове лиге када су у питању постигнути есеји и проглашен је за најбољег играча 2006. У најјачој лиги на свету за Хајлендерсе је одиграо 8 тест мечева и постигао 15 поена, а за Чифсе 60 утакмица и 70 поена. Остварио је свој дечачки сан и заиграо за најбољу репрезентацију на свету 21. јуна 2008. против Енглеске. Крајем 2009. повредио је раме, па је паузирао пола године. Дао је 4 есеја на светском првенству 2011. За "ол блексе" је укупно одиграо 17 тест мечева и постигао 50 поена.